# Розамунда
Розамунда (Rosamunde; Rosemunda; Rosimunda; * 540; † август 572/573 в Равена) е втората съпруга на краля на лангобардите Албоин, който е убит по нейна поръчка на 28 юни 572 или 573 г.

## Биография
Родена е около 540 г. Дъщеря е на краля на гепидите Кунимунд († 567).
През 567 г. Албоин побеждава гепидите и убива техния крал Кунимунд. От черепа му прави чаша (scala) и се жени за дъщеря му Розамунда. От омраза Розамунда и Хелмегис (или на италиански: Elmichigo) убиват по съвет на Перитей в двореца му във Верона по време на обедния му сън. След това тя се омъжва за Хилмихис, който не успява да стане крал.
Те бягат заедно с Албсуинда, дъщерята на Албоин от първия му брак c Хлотсинд, с част от войската и лангобардското богатство при Лонгин, византийския екзарх на Равена. Лонгин предлага на Розамунда да се ожени за него и да отстрани любимия си Хелмегис. Тя му подава чаша с отрова. Хелмегис забелязва, че е пил отрова и дава на Розамунда да изпие остатъка от чашата. И Двамата умират.

## В киното
През 1962 г. в Италия се снима филм от Carlo Campogalliani, озаглавен „Албоин, краля на лангобардите“ (в оригинал „Rosmunda e Alboino“).